# Bill Frist
William Harrison "Bill" Frist (Nashville, Tennessee, 22 de fevereiro de 1952) é um político e cirurgião dos Estados Unidos.
Aos 22 anos licenciou-se na Universidade de Princeton e quatro anos mais tarde na Escola Médica de Harvard. Entre 1978 e 1985 praticou cirurgia no Hospital Geral de Massachusetts, no Hospital de Southampton, em Inglaterra, e no Centro Médico da Universidade de Stanford. Frist especializou-se em transplantes do coração, tendo feito mais de 150 cirurgias no Centro Médico da Universidade Vanderbilt, onde fundou e dirigiu um centro de transplantes.
Em 1994 candidatou-se pela primeira vez ao Congresso dos Estados Unidos, concorrendo pelo estado do Tennessee, e acabou por ser eleito em Novembro desse ano com a particularidade de ser o único estreante a bater um deputado que já tinha assento na instituição. Ao mesmo tempo foi o primeiro médico no activo a ser eleito desde 1928. Em 1998 visitou hospitais e escolas africanas integrado num grupo cristão.
Em Novembro de 2000 foi eleito para um segundo mandato, tendo nesse ano passado a dirigir o Comité Nacional do Senado dos republicanos. No senado serviu nos comités de Finanças, Leis, Saúde, Educação, Emprego, Pensões, Relações Externas, Banca e Comércio. Em 2001 foi o porta-voz do congresso nos assuntos relacionados com os ataques de Antraz que se sucederam após os atentados terroristas nos EUA. Nesse mesmo ano foi nomeado como um dos dois representantes do congresso na Assembleia Geral da Nações Unidas.
A 23 de Dezembro de 2002 foi eleito para líder da maioria republicana no Senado, sucedendo a Trent Lott. Foi um dos senadores com maiores ligações à administração do presidente George W. Bush.
Mas Frist destacou-se também noutras actividades, nomeadamente na escrita. Em Junho de 1989 lançou o seu primeiro livro, sobre transplantes do coração, para dez anos mais tarde ser um dos coautores de uma obra sobre os senadores do Tennessee entre 1911 e 2001. Em Março de 2002 publicou um livro sobre o bioterrorismo e em Dezembro do ano seguinte lançou uma genealogia da sua família.